# 马鹿舞
马鹿舞，是中国云南省傣族的一种舞蹈。

## 起源
傣族人信奉南传佛教。马鹿舞起源于傣族人迎接佛祖的习俗。

## 道具
马鹿舞的道具类似马鹿，身长一丈，颈长八尺，用竹片编织成四十五公分的圆圈，用带色彩的布包裹着竹片做的头，用白纸碎片作为羽毛粘贴在布上面。

## 表演动作
马鹿舞是云南省非物质文化遗产，属于傣族拟兽道具舞，由傣族男子表演。马鹿舞的伴奏乐器是象脚鼓和铓锣，两个男艺人搭配表演，一个撑起头和前半身，一个支撑后半身，伴随着鼓声和锣声模拟马鹿形态动作。主要动作有：摆头、翻身、前钻身、咬花、拾物、跌扑、腾转、小跳等。